# Gottfried Heinrich Bach
Gottfried Heinrich Bach (26. února 1724 Lipsko, Německo – 12. února 1763 Naumburg Německo) byl německý hudební skladatel, člen hudební rodiny Bachů.

## Život
Gottfried Heinrich Bach byl prvorozeným synem z druhého manželství Johanna Sebastiaa Bacha s Annou Magdalenou Wilckeovou. Byl od dětství lehce mentálně postižený. Hrál však výborně na cembalo. Jeho bratr Carl Philipp Emanuel Bach o něm napsal, že byl sice geniální, ale nedokázal svůj talent rozvinout.
Po smrti otce v roce 1750 žil u své mladší sestry Elisabeth Juliany Friedericy a jejího manžela Johanna Christopha Altnickola. Altnickol byl hudebníkem, který žil a pracoval v Naumburgu, cca 60 km jihozápadně od Lipska. U své sestry zůstal i po Altnikolově smrti v roce 1759.
Zemřel v Naumburgu 12. února 1763 ve věku 38 let.

## Dílo
Je patrně autorem melodie árie So oft ich meine Tobackspfeife, BWV 515 z Druhé knížky pro Annu Magdalenu Bachovou Johanna Sebastiana Bacha.